# Tarakan
Tarakan è una città (kota) dell'Indonesia, costruita sull'isola di Tarakan nella provincia di Kalimantan Settentrionale.